# A magyar labdarúgó-bajnokság aranyérmes játékosainak listája: T
Az alábbi lista a magyar labdarúgó-bajnokság bajnokcsapatainak játékosait sorolja fel, T kezdőbetűvel, bajnoki cím száma, egyesületek és idények szerint.

## T
| Játékos            | Bajnoki cím | Csapat(ok)                       | Idény(ek)                                                                        |
| ------------------ | ----------- | -------------------------------- | -------------------------------------------------------------------------------- |
| Takács Ákos        | 1           | Ferencváros                      | 2003–04                                                                          |
| Takács Béla        | 1           | MTK                              | 1918–19                                                                          |
| Takács Béla        | 2           | Ferencváros                      | 1967, 1968                                                                       |
| Takács Dániel      | 1           | Ferencváros                      | 1905                                                                             |
| Takács Géza        | 4           | Ferencváros                      | 1925–26, 1926–27, 1927–28, 1931–32                                               |
| Takács György      | 1           | Csepel                           | 1958–59                                                                          |
| Takács József      | 3           | Ferencváros                      | 1927–28, 1931–32, 1933–34                                                        |
| Takács Lajos       | 1           | Ferencváros                      | 1925–26                                                                          |
| Takács László      | 2           | Ferencváros                      | 1975–76, 1980–81                                                                 |
| Takács Zoltán      | 1           | Debreceni VSC                    | 2006–07                                                                          |
| Talapa János       | 2           | MTK                              | 1986–87, 1996–97                                                                 |
| Talapa Tibor       | 1           | MTK                              | 1986–87                                                                          |
| Tamás Gyula        | 1           | Vasas SC                         | 1976–77                                                                          |
| Tamás István       | 3           | Újpest                           | 1945-tavasz, 1945–46, 1946–47                                                    |
| Tamás László       | 1           | Győri Vasas ETO                  | 1963-ősz                                                                         |
| Tamási Zoltán      | 1           | Újpest                           | 1997–98                                                                          |
| Tamássy István     | 1           | Újpest                           | 1934–35                                                                          |
| Táncos Mihály      | 3           | Ferencváros                      | 1931–32, 1933–1934, 1937–38                                                      |
| Tarlósi István     | 1           | Kispest-Honvéd                   | 1992–93                                                                          |
| Tátrai Sándor      | 3           | Ferencváros                      | 1937–38, 1939–40, 1940–41                                                        |
| Taussig Imre       | 3           | MTK                              | 1913–14, 1916–17, 1919–20                                                        |
| Jimmy James Tchana | 1           | Debreceni VSC                    | 2006–07                                                                          |
| Telek András       | 4           | 3 – Ferencváros 1 – Zalaegerszeg | 1991–92, 1994–95, 1995–96 2001–02                                                |
| Temes János        | 1           | Újpest                           | 1938–39                                                                          |
| Tepszics Ignác     | 1           | Ferencváros                      | 1980–81                                                                          |
| Tichy Lajos        | 2           | Bp. Honvéd                       | 1954, 1955                                                                       |
| Tihanyi András     | 1           | Ferencváros                      | 1948–49                                                                          |
| Tihanyi László     | 2           | 1– Ferencváros 1 – Csepel        | 1937–38 1947–48                                                                  |
| Tímár István       | 1           | Vasas SC                         | 1976–77                                                                          |
| Tímár József       | 1           | Újpest                           | 1946–47                                                                          |
| Titkos Pál         | 2           | Hungária                         | 1935–36, 1936–37                                                                 |
| Tokárszky Kálmán   | 1           | Ferencváros                      | 1908–09                                                                          |
| Toldi Géza         | 4           | Ferencváros                      | 1927–28, 1931–32, 1933–34, 1937–38                                               |
| Sandro Tomić       | 3           | Debreceni VSC                    | 2004–05, 2005–06, 2006–07                                                        |
| Tóth András        | 9           | Újpesti Dózsa                    | 1969, 1970-tavasz, 1970–71, 1971–72, 1972–73, 1973–74, 1974–75, 1977–78, 1978–79 |
| Tóth Ferenc        | 3           | Bp. Honvéd                       | 1949–50, 1950-ősz, 1952                                                          |
| Tóth Ferenc        | 1           | Bp. Honvéd                       | 1988–89                                                                          |
| Tóth György        | 3           | Újpest                           | 1945-tavasz, 1945–46, 1946–47                                                    |
| Tóth István        | 1           | Csepel                           | 1958–59                                                                          |
| Tóth István        | 1           | Újpesti Dózsa                    | 1970–71                                                                          |
| Tóth József        | 1           | Csepel                           | 1958–59                                                                          |
| Tóth József        | 2           | Újpesti Dózsa                    | 1977–78, 1978–79                                                                 |
| Tóth József        | 3           | Bp. Honvéd                       | 1983–84, 1984–85, 1985–86                                                        |
| Tóth László        | 1           | Győri Vasas ETO                  | 1963-ősz                                                                         |
| Tóth Mátyás        | 1           | Nagyváradi AC                    | 1943–44                                                                          |
| Tóth Mihály        | 1           | Újpesti Dózsa                    | 1959–60                                                                          |
| Tóth Mihály        | 1           | Ferencváros                      | 2000–01                                                                          |
| Tóth Norbert       | 1           | Újpest                           | 1997–98                                                                          |
| Tóth Potya István  | 2           | Ferencváros                      | 1912–13, 1925–26                                                                 |
| Tóth Zoltán        | 2           | Újpesti Dózsa                    | 1977–78, 1978–79                                                                 |
| Tököli Attila      | 2           | 1 – Dunaújváros 1 – Ferencváros  | 1999–00 2003–04                                                                  |
| Törőcsik András    | 3           | Újpesti Dózsa                    | 1974–75, 1977–78, 1978–79                                                        |
| Törőcsik István    | 2           | Bp. Honvéd                       | 1954, 1955                                                                       |
| Török Gábor        | 1           | Újpesti Dózsa                    | 1959–60                                                                          |
| Török Péter        | 1           | Vasas SC                         | 1976–77                                                                          |
| Tritz Lőrinc       | 1           | Hungária                         | 1928–29                                                                          |
| Tomáš Tujvel       | 1           | Videoton                         | 2010–11                                                                          |
| Marco Túlio        | 1           | Debreceni VSC                    | 2006–07                                                                          |
| Turay József       | 5           | 3 – Ferencváros 2 – Hungária     | 1926–27, 1927–28, 1931–32 1935–36, 1936–37                                       |
| Turbék István      | 1           | Rába ETO                         | 1982–83                                                                          |
| Turi Géza          | 1           | Zalaegerszeg                     | 2001–02                                                                          |
| Turner Csaba       | 1           | MTK-VM                           | 1986–87                                                                          |
| Turtóczki Sándor   | 1           | MTK-VM                           | 1986–87                                                                          |